# Monosaccaridi

Fruttosio

I monosaccaridi (conosciuti anche come zuccheri semplici) sono composti organici formati da carbonio, idrogeno e ossigeno. Sono carboidrati che non possono essere demoliti per idrolisi. Sono prodotti dagli organismi autotrofi attraverso la fotosintesi clorofilliana; gli animali assumono poi direttamente o indirettamente tali molecole delle piante. Sono classificati a seconda del tipo di gruppo carbonilico (aldeidico o chetonico) e dal numero di atomi di carbonio contenuti nella molecola, che possono variare da 2 a 7.

## Etimologia
Il termine "monosaccaride", presente in italiano dal 1902, deriva dal greco μόνος, mónos, «solo, unico, semplice», e σάκχαρ, o anche σάκχαρον, sàkkhar, sàkkharon (a sua volta, dal sanscrito sarkara) «zucchero»; il significato complessivo ben si adatta quindi a «zucchero semplice».

## Caratteristiche
I monosaccaridi più importanti sono quelli che contengono 3, 4, 5 oppure 6 atomi di carbonio, rispettivamente appartenenti ai gruppi dei triosi, tetrosi, pentosi ed esosi:
- nei triosi la forma aldeidica si chiama gliceraldeide, mentre la forma chetonica viene chiamata diidrossiacetone;
- nei pentosi la forma aldeidica si chiama ribosio, mentre la forma chetonica prende il nome di ribulosio;
- infine, negli esosi la forma aldeidica si chiama glucosio, mentre la forma chetonica prende il nome di fruttosio.

In generale il suffisso da aggiungere al nome del carboidrato è, per gli zuccheri aldeidici, -oso (oppure -osio); per quelli chetonici invece è -uloso (oppure -ulosio). In entrambi i casi ci sono comunque delle eccezioni. La maggior parte dei monosaccaridi che si trovano in natura ha la configurazione D; fa eccezione l'arabinosio, un aldopentoso, che si trova nella configurazione L. I monosaccaridi, ad eccezione del diidrossiacetone, noto anche con il nome di triulosio, contengono almeno uno stereocentro e sono quindi otticamente attivi.
Operando una reazione di condensazione, con eliminazione di acqua di un monosaccaride con una sostanza di natura diversa (di solito a carattere alcolico o fenolico) si ottiene una sostanza detta glicoside. Infine il ribosio ed il desossiribosio sono due monosaccaridi a 5 atomi di carbonio (gli altri ne contengono 6), importanti costituenti degli acidi nucleici (DNA ed RNA).

### Proprietà chimiche
- Aldosi e chetosi: i monosaccaridi sono costituiti da una catena lineare di atomi di carbonio che portano tutti un gruppo ossidrilico tranne uno che è legato con legame doppio all'ossigeno. Se il carbonio che forma il gruppo carbonilico si trova all'estremità della catena avremo un'aldeide, altrimenti un chetone e quindi un aldosio o un chetosio.

In genere le formule brute dei monosaccaridi sono multipli di CH2O: ad esempio il glucosio ha come formula bruta C6H12O6. Esistono tuttavia alcune notevoli eccezioni tra cui la glucosammina (C6H13NO5), il 2-deossiribosio (C5H10O4) e i deossizuccheri in generale. I monosaccaridi sono le molecole principali che forniscono l'energia necessaria per l'attività cellulare.